# Stasys Vaitekūnas
Stasys Vaitekūnas (* 9. März 1941 in Reibiniai, Bezirk Šiauliai, jetzt Rajongemeinde Joniškis; † 8. Dezember 2016 in Vilnius) war ein litauischer Geograph, Professor der Klaipėdos universitetas und Politiker.

## Leben
Nach dem Abitur von 1948 bis 1959 an der Mittelschule Skaistgiris bei Joniškis arbeitete er von 1959 bis 1960 als Leiter der Bibliothek Skaistgiris. Von 1960 bis 1965 absolvierte das Studium der Geographie am Vilniaus pedagoginis institutas und 1987 promovierte in Leningrad. Von 1968 bis 1986 lehrte er an der Vilniaus universitetas und von 1986 bis 1993 Leiter des Lehrstuhls, ab 1987 Professor. Von 1993 bis 2002 war er Rektor der Klaipėdos universitetas, leitete den Lehrstuhl für Sozialgeographie. Von 1995 bis 1996 war Mitglied im Rat der Stadtgemeinde Klaipėda.

## Quelle
- CV